# Halvovský potok
Halvovský potok je přírodní rezervace severovýchodně od města Vsetín v okrese Vsetín. Důvodem ochrany je horský jedlobukový les s přirozenou skladbou dřevin a skalními výchozy s výskytem vzácné fauny.

## Galerie

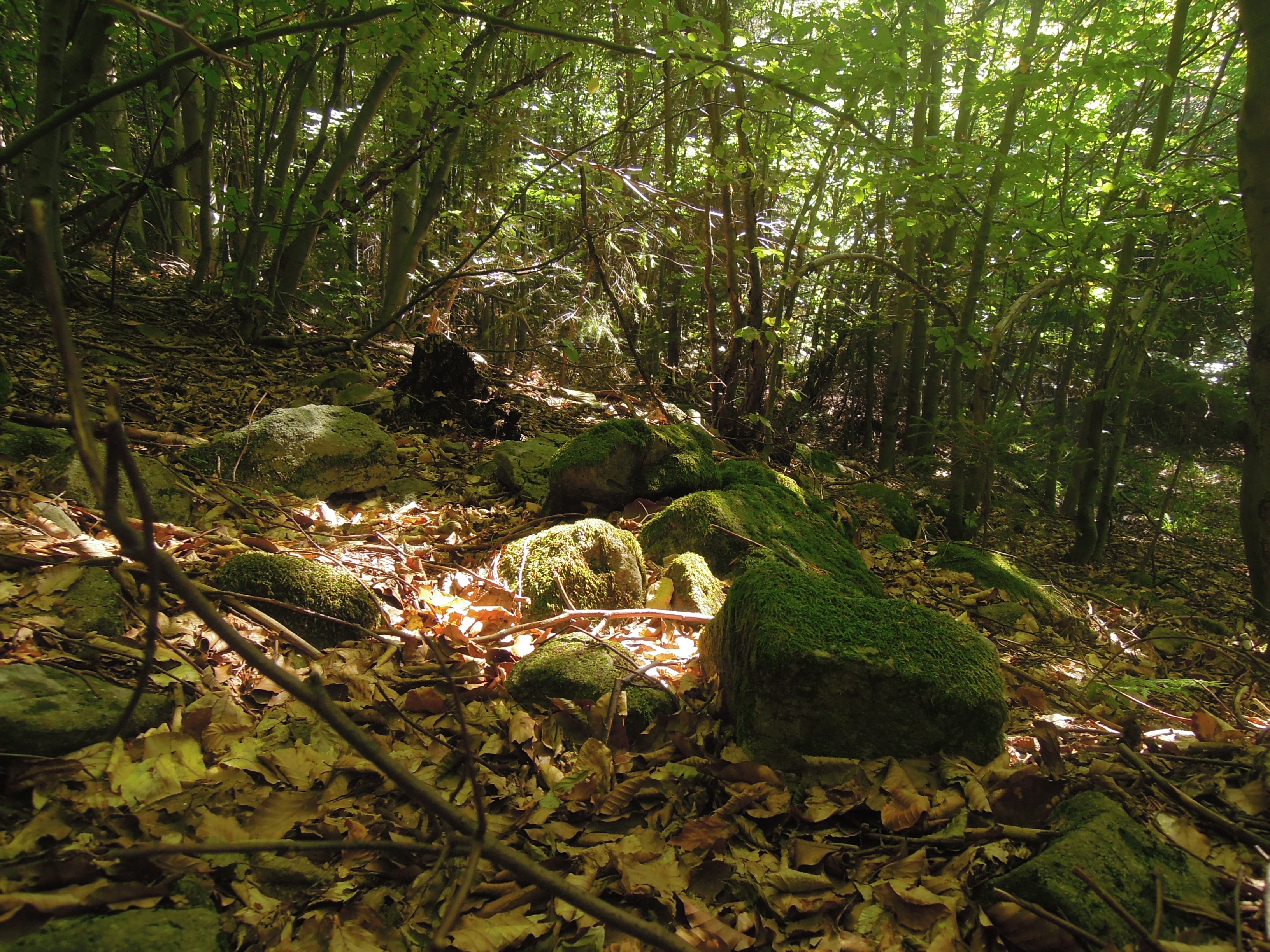
Balvanité sutě
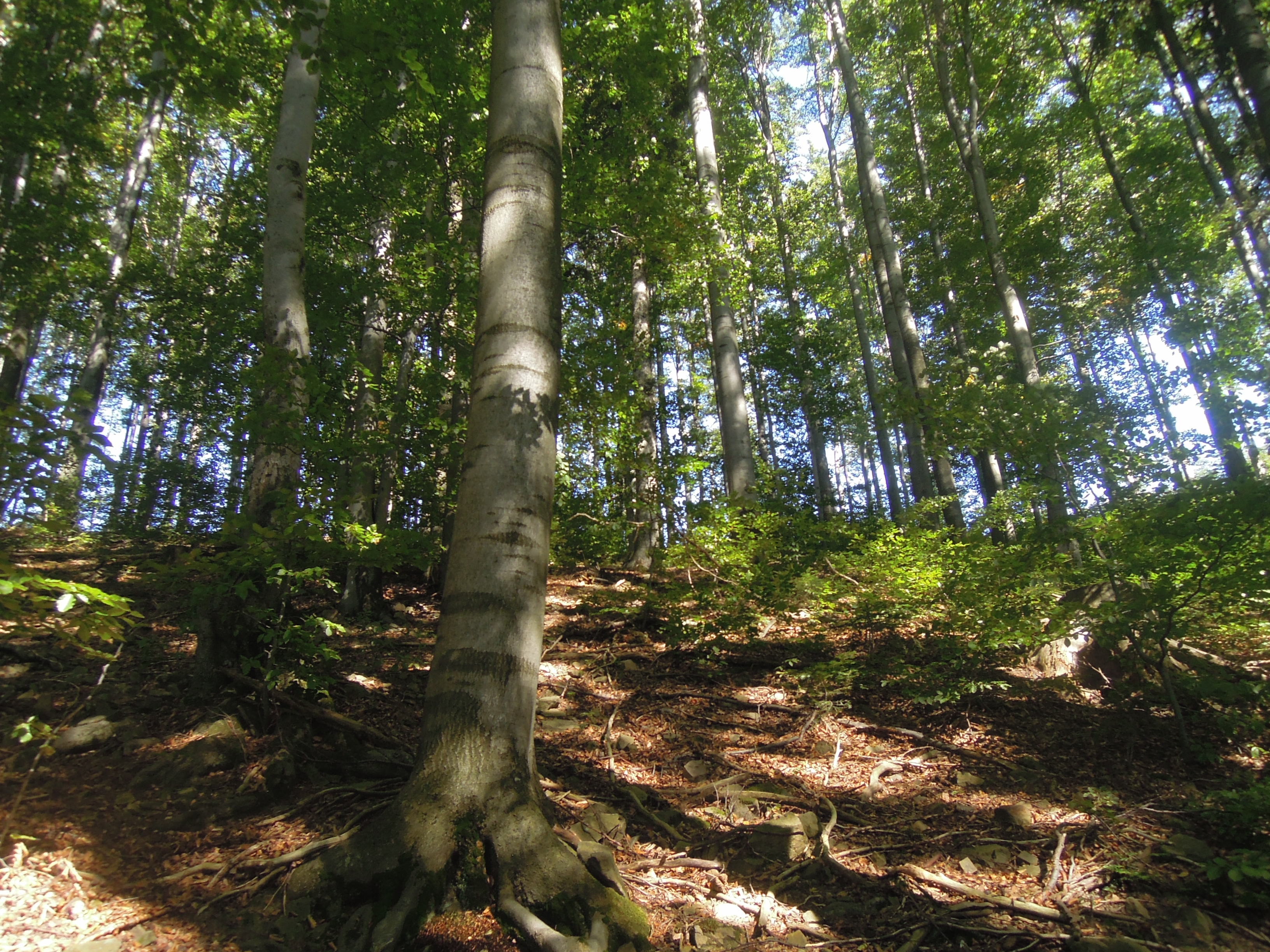
Části přírodní rezervace dominují buky
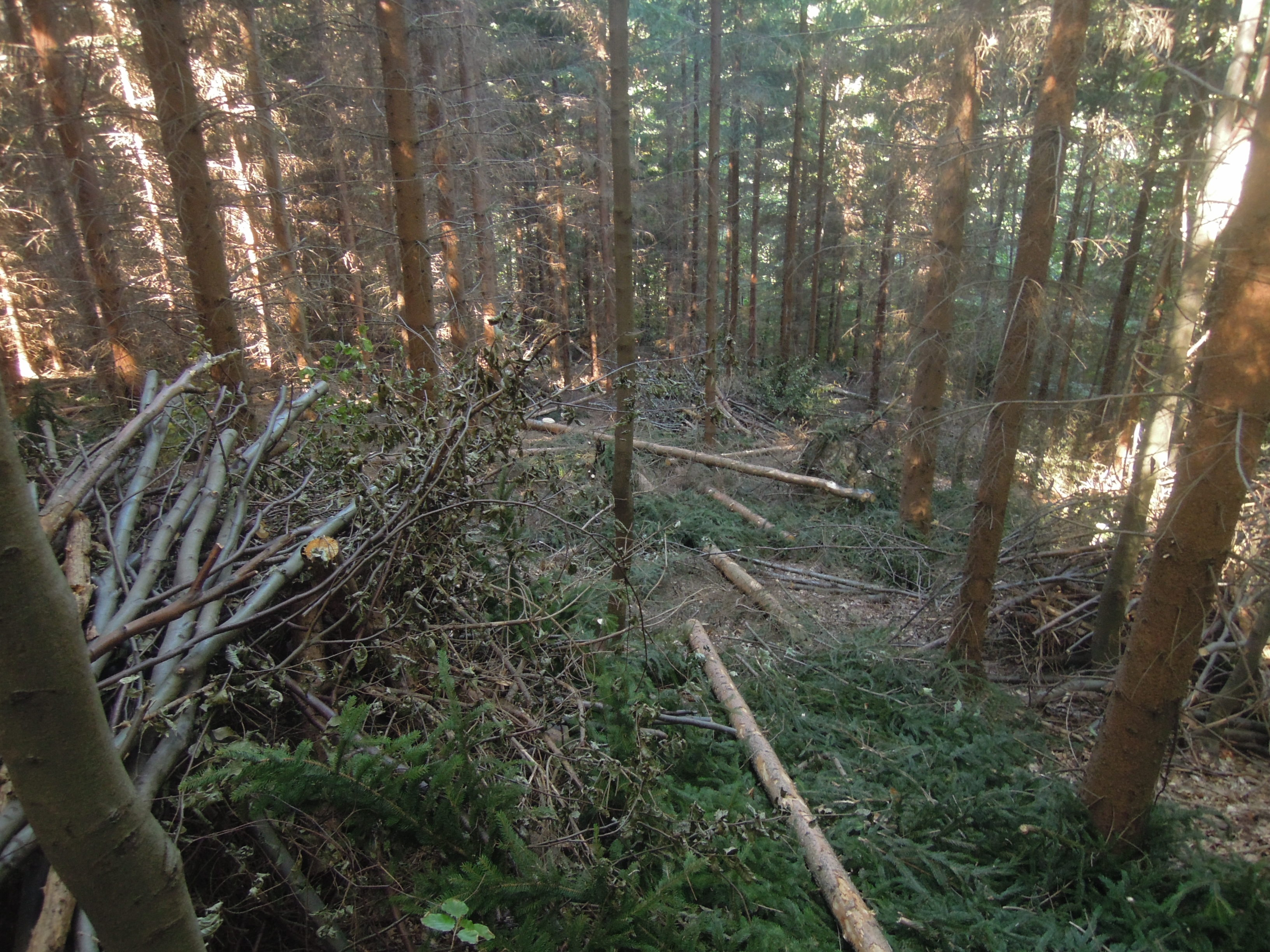
Ve východní části rezervace se nachází prudký svah